# 1699
1699 је била проста година.

## Догађаји

### Јануар
- 26. јануар — У Сремским Карловцима потписан Карловачки мир, којим је после 16 година окончан рат Османског царства и Свете алијансе.